# Galadra
Galadra là một chi bướm đêm thuộc họ Crambidae.